# 루타 메일루티테
루타 메일루티테(리투아니아어: Rūta Meilutytė, 리투아니아어 발음: [ruːˈtɐ mʲɛɪ̯ɫʊˈtʲi̇̂ːtʲeː], 1995년 6월 16일~)는 리투아니아의 수영 선수로 주 종목은 평영이다. 2012년 하계 올림픽에서 만 15세의 나이로 여자 평영 100m 종목에서 금메달을 획득하면서 리투아니아 최연소 올림픽 금메달리스트가 되었다. 2013년부터 2017년까지 여자 평영 50m와 100m 부문 롱 코스  세계 기록을 보유했으며 현재 여자 평영 50m와 100m 쇼트 코스 부문 세계 기록을 보유하고 있다.
2013년에는 세계 선수권 대회와 세계 주니어 선수권 대회 모두 금메달을 획득하면서 수영 역사상 최초로 같은 해의 세계 수영 선수권 대회와 세계 주니어 수영 선수권 대회을 동시에 우승한 선수가 되었다.
2019년에 현역에서 은퇴했으나 2021년에 현역으로 복귀했다. 복귀한 후에도 리투아니아 수영 국가대표 선수로 활동하고 있으며 2023년 세계 선수권 대회에서 여자 평영 100m 종목에서 금메달을 획득하여 10년 만에 세계 선수권 대회 금메달을 획득했다.

## 수상

### 훈장
- 리투아니아 공로장 대십자(2012년 8월 10일)

## 같이 보기
- 올림픽 수영 여자 메달리스트 목록
- 수영 세계 기록 목록
- 수영 평영 50m 세계 기록 추이
- 수영 평영 100m 세계 기록 추이